# Morti nel 353
| Questa pagina contiene informazioni ricavate automaticamente dalle voci biografiche con l'ausilio del template Bio e di un bot. L'aggiornamento è periodico e automatico e ricostruisce completamente la pagina. Se manca una persona in questa lista, sei pregato di non aggiungerla, ma accertati piuttosto che la sua voce biografica contenga il template Bio e che i dati anagrafici siano correttamente compilati. Se il template Bio manca, inseriscilo tu stesso o, in alternativa, metti l'avviso {{tmp\|Bio}} che ne segnala la mancanza. Se i dati riportati sono sbagliati, correggi direttamente la voce biografica; le modifiche saranno visibili in questa lista entro pochi giorni. Per chiarimenti vedi il progetto biografie. La lista contiene solo le 8 persone che sono citate nell'enciclopedia e per le quali è stato implementato correttamente il template Bio. Pagina aggiornata al 18 apr 2025. |

- 17 aprile - Innocenzo di Tortona, vescovo e santo romano (n. 285)
- 10 agosto - Magnenzio, generale romano (n. 303)
- 14 agosto - Eusebio di Roma, presbitero romano
- 18 agosto - Decenzio, politico romano
- Domiziano, senatore romano
- Monzio Magno, politico romano
- Satiro, vescovo italiano
- Tallasio, politico romano